# Libro di Armagh

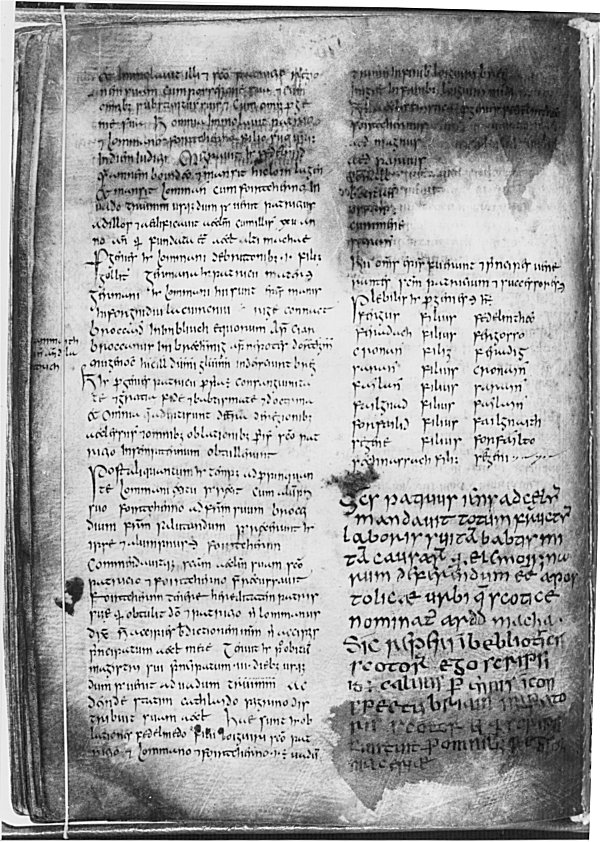
Una pagina dal Libro di Armagh.

Il Libro di Armagh è un libro miniato scritto principalmente in latino in minuscola irlandese, con le iniziali decorate con animali e spirali, realizzato nello scriptorium presso il monastero di Armagh, nel nord dell'Irlanda e ora conservato alla Trinity College Library di Dublino (MS 52).
Il libro comprendente sia il Nuovo Testamento con i simboli degli evangelisti, datato 807 e con i nomi degli scriba, Ferdomnach, e dell'abate che diresse la redazione, Torbach, sia numerosi scritti sulla vita di san Patrizio, che secondo la tradizione fondò il monastero stesso.
Alcune fonti riferiscono che alla sua stesura collaborò Maelsuthain O'Carroll, cattedratico che si occupò dell'istruzione del re Brian Boru.

## Storia
Un tempo si riteneva che il manoscritto appartenesse a San Patrizio e che, almeno in parte, fosse frutto della sua mano. Le ricerche hanno però stabilito che la prima parte del manoscritto è opera di uno scriba di nome Ferdomnach di Armagh (morto nell'845 o 846). Ferdomnach scrisse la prima parte del libro nell'807 o nell'808, per l'erede di Patrizio (comarba) Torbach, abate di Armagh. Si sa che altri due scriba lo hanno assistito.
Gli abitanti dell'Irlanda medievale attribuivano un grande valore a questo manoscritto. Con il Bachal Isu, o bastone di Gesù, era uno dei due simboli della carica di arcivescovo di Armagh. Essere custode del libro era una carica importante che diventò in seguito ereditaria per la famiglia MacMoyre. Il libro rimase nelle mani della famiglia MacMoyre nella comune di Ballymoyer, vicino a Whitecross, nella contea di Armagh, fino alla fine del XVII secolo. L'ultima custode ereditaria fu Florence MacMoyer. Nel 1707 era in possesso della famiglia Brownlow di Lurgan. Rimase alla famiglia Brownlow fino al 1853, quando fu venduto all'antiquario irlandese William Reeves. Nel 1853 Reeves vendette il libro a John George de la Poer Beresford, arcivescovo di Armagh, che lo regalò al Trinity College di Dublino, dove può essere consultato online dal portale Digital Collections della biblioteca del Trinity College.

## Manoscritto
Il libro misura 195 x 145 x 75 millimetri (7,7 x 5,7 x 3,0 pollici). Il libro era originariamente composto da 222 fogli di pergamena, di cui 5 mancanti.

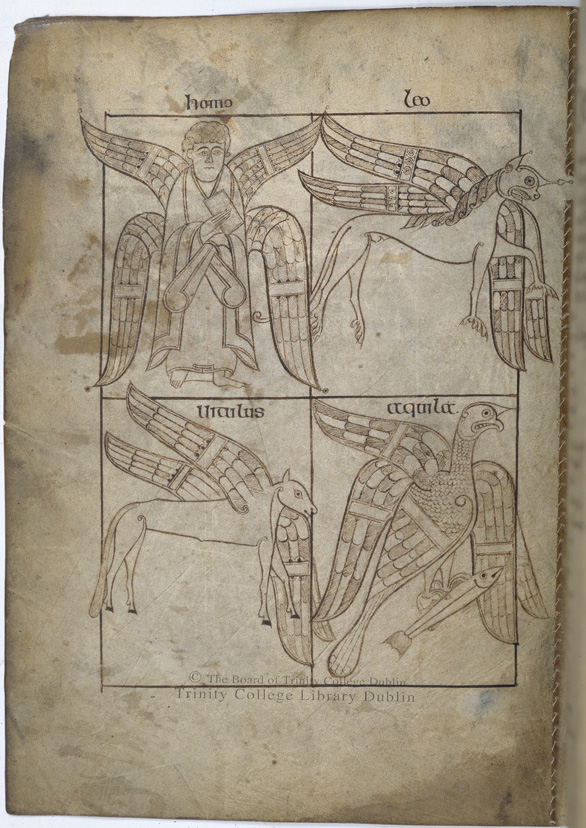
Libro di Armagh - Trinity College MS52 f32v - Simboli degli evangelisti.

Il testo è scritto su due colonne in una minuscola insulare a punta fine. Il manoscritto contiene quattro miniature, una per ciascuno dei simboli dei quattro evangelisti. Alcune lettere sono state colorate di rosso, giallo, verde o nero. Il manoscritto è accompagnato da una cartella in pelle lavorata, che si ritiene risalga al XV secolo.
Contiene testi della Vulgata, ma ci sono molte letture della Vetus Latina negli Atti e nelle epistole paoline.

## Miniature
Il manoscritto presenta tre disegni a piena pagina e una serie di iniziali decorate nel tipico arte insulare. Il foglio 32v mostra i simboli dei quattro evangelisti in riquadri a inchiostro, con l'aquila di Giovanni che ricorda quella del Libro di Dimma. Altrove sono utilizzati il giallo, il rosso, il blu e il verde.

## Datazione
La datazione del manoscritto risale al Rev. Charles Graves, che nel 1846 decifrò da colophon parzialmente cancellati il nome dello scriba Ferdomnach e del vescovo Torbach che commissionò il libro. Secondo gli Annali dei Quattro Maestri, Torbach morì nell'808 e Ferdomnach nell'847. Poiché Torbach divenne vescovo nell'807 e morì nell'808, il manoscritto deve essere stato scritto in questo periodo. Purtroppo per rendere la scrittura meglio visibile Graves usò una soluzione chimica e il risultato fu che le scritte relative allo scriba e al vescovo non sono più leggibili.